# Fusion Records
Fusion Records – holenderska wytwórnia będąca podwytwórnią Freaky Records. Zajmuje się głównie wydawaniem utworów z gatunku hardstyle na terenie Europy.

## Niektórzy producenci/DJ-e
- Zany
- Donkey Rollers
- Pavo
- B-Front
- Noisecontrollers
- The Pitcher
- MC DV8
- Toneshifterz